# Другой мир (телесериал, 1987)
«Другой мир» (англ. A Different World) — американский комедийный телесериал, который транслировался на NBC с 24 сентября 1987 по 9 июля 1993 года. Спин-офф ситкома «Шоу Косби», проект первоначально был сосредоточен на жизни Дениз Хакстейбл (Лиза Боне) в вымышленном чёрном колледже, но ко второму сезону шоу претерпело значительные изменения с уходом Боне.
Ситком стартовал осенью 1987 года и транслировался после «Шоу Косби». в тот момент самой популярной программы на телевидении. «Другой мир» в итоге закончил свой первый сезон как вторая самая рейтинговая программа, однако критики давали ему крайне негативные отзывы за нереалистичное изображение жизни темнокожих женщин в колледже. Это заставило NBC переработать проект, пригласив на место шоураннера и исполнительного продюсера Дебби Аллен, которая впоследствии выступила режиссёром почти всех эпизодов сериала. Главным изменением в формате стал уход исполнительницы главной роли, Лизы Боне, которая в тот момент была беременна своим первым ребёнком. Мариса Томей, которая исполняла роль белой соседки героини Боне, также была выведена из сериала по творческим причинам. В последующих сезонах Жасмин Гай фактически стала ведущей актрисой, играя роль южной красавицы Уитли Гилберт.
После переработки во втором сезоне, критики резко изменили отношение к сериалу, отмечая, что Аллен превратила «Другой мир» из посредственного спин-оффа в социально ответственный ансамблевый ситком. Ситком в итоге оставался в Топ 5 годового рейтинга последующие три года. В ходе всего периода трансляции проект затрагивал темы расового и классового неравенства, и прав женщин. В 1990 году проект стал первым сериалом, где была поднята тема эпидемии ВИЧ/СПИДа. Популярность шоу впоследствии повлияла на желание афро-американской молодежи обучаться в чёрных колледжах.